# Derek Roddy
Derek "One Take" Roddy es una baterista norteamericano, originario de Carolina del Sur.

## Biografía
Él ha sido conocido por haber participado en Hate Eternal, también ha tocado con las bandas Nile, Malevolent Creation, Divine Empire, Council of the Fallen, Today Is the Day, Traumedy y Aurora Borealis.  El 28 de marzo de 2006, Derek Roddy anunció su salida de Hate Eternal y un mes antes, Roddy se integró como nuevo miembro a Blotted Science, pero nunca se vio material grabado por conflictos internos. Chris Adler, baterista de Lamb of God, fue también considerado como un miembro para el proyecto, y en 2011 fue elegido para las audiciones de Dream Theater para sustituir a Mike Portnoy
Roddy es conocido por su técnica "radicalmente" rápida y refinada a la hora de tocar la batería. El creció rodeado por una familia amante de la música, además haber adquirido todos sus conocimientos de forma autodidacta.[cita requerida][cita requerida][cita requerida]
La carrera musical de Roddy se extiende más allá de ser un simple músico de Heavy Metal ya que se ha enfocado a ser un baterista de clínica.

## Discografía[4]
con Aurora Borealis
- Praise The Archaic Light's Embrace (1998)
- Northern Lights (2000)
- Northern Lights: DieHard Release (2001)

con With Council Of The Fallen
- Demo (1999)
- Revealing Damnation (2002)

con Creature
- Demo (1997)

con Deboning Method
- Demo (1992)
- Cold Demo (1993)

con Divine Empire
- Redemption (1998)

con Gothic Outcasts
- Sights Unseen (1997)

con Hate Eternal
- King of All Kings (16 de septiembre de 2002)
- I, Monarch (27 de junio de 2005)

con Malevolent Creation
- In Cold Blood (1997)

con Nile
- Black Seeds of Vengeance (5 de septiembre de 2000)

con Today Is The Day
- Axis of Eden (2007)

## Otros artistas
- Drum Nation Vol. 3 (2006)
- Visionaries Of The Macabre: Vol. 1 (1998)
- Worldwide Metal Inquisition (1998)

## Equipo
Roddy utiliza:
DW Drums drums:
- 22" x 18" Kick Drum
- 20" x 18" Kick Drum
- 10" x 8" Tom
- 12" x 8" Tom
- 8" x 8" Tom
- 14" x 14" Floor Tom
- 16" x 16" Floor Tom
- 10" x 5" Snare
- 13" x 5" Snare
- 14" x 6" Snare

Meinl cymbals:
- 8" Soundcaster Custom Splash
- 10" Soundcaster Custom Splash
- 20" Mb20 Rock China
- 13" Byzance Brilliant Fast Hi-hats
- 16" Generation X Filter Chinas
- 17" Soundcaster Custom Medium Crash
- 16" Soundcaster Custom Medium Crashes
- 12" Generation X Filter China
- 10" Generation X Filter China
- 18" Mb20 Rock China
- 22" Byzance Dark Spectrum Ride
- 18" Soundcaster Custom Medium Crash
- 10" Byzance Traditional Medium Hi-hat

Remo Heads
Vater Sticks:		
- Vater Derek Roddy Model

Axis pedals:
- Model Derek Roddy Signature Edition
- E-kit Triggers